# Louis-Jérôme Gohier

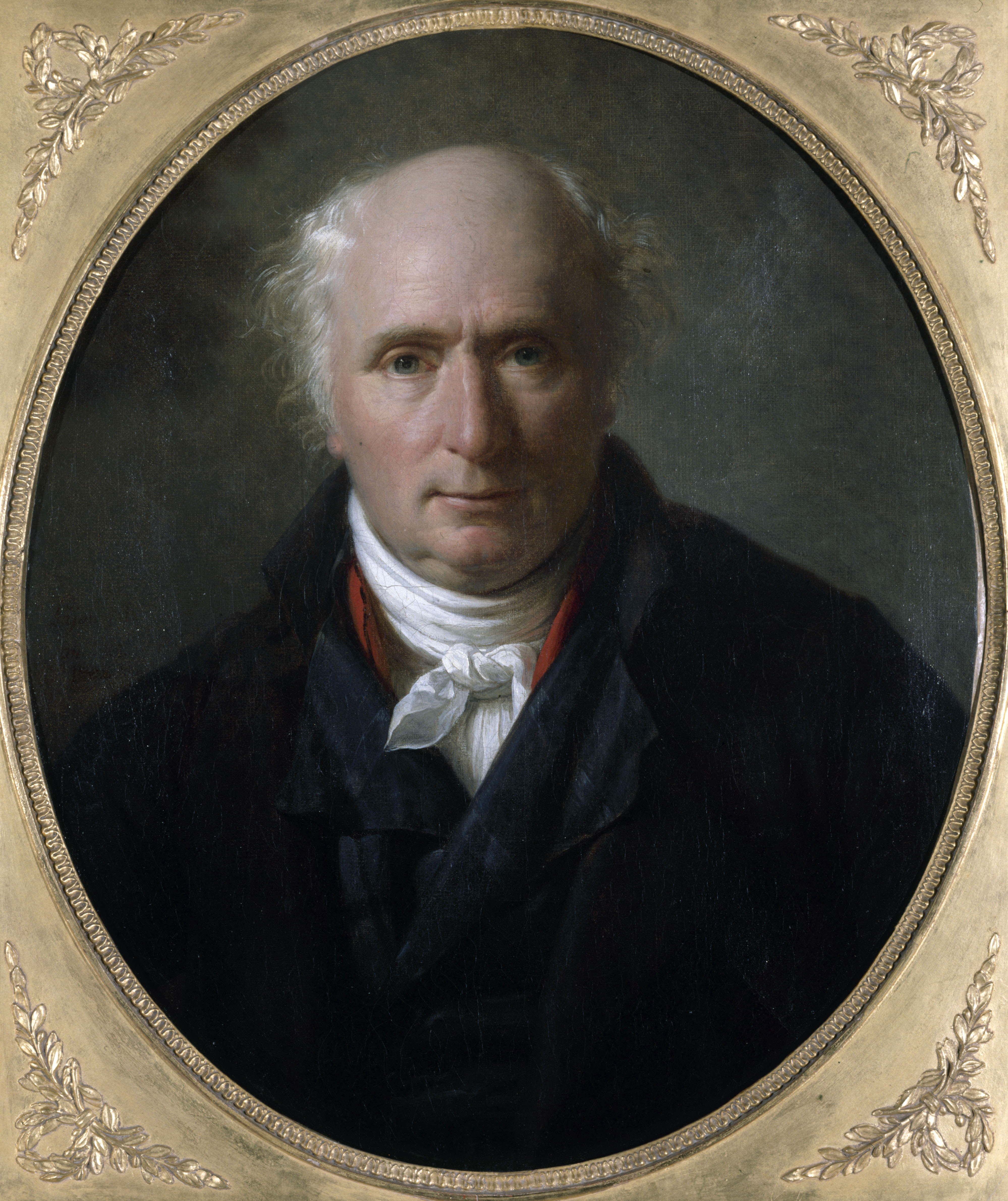
Louis Gohier

Louis-Jérôme Gohier (* 27. Februar 1746; † 29. Mai 1830) war ein französischer Politiker zur Zeit der Französischen Revolution. Er war 1799 Präsident des Direktoriums.

## Leben
Nach seiner schulischen Ausbildung im Jesuitenkolleg in Tours studierte Gohier Rechtswissenschaften. Danach war er Advokat in Rennes. Er erwarb sich als Rechtskenner einen guten Ruf und trat als Verteidiger der Parlements gegen den Minister Meaupon auf.
1791 wurde Gohier zum Mitglied der Gesetzgebenden Nationalversammlung gewählt. Er gehörte einer Kommission des Parlaments an, die die aufgefundenen Staatspapiere untersuchte, und legte 1792 einen Bericht über die Zustände am Königshof vor. Er wandte sich gegen die den Eid verweigernden Priester und setzte sich für die Aufhebung der Lehnsrechte ein. Gohier wurde zwar nicht in den Nationalkonvent gewählt, er wurde aber Generalsekretär im Justizministerium und 1793 Justizminister. Er legte das Amt aber bald nieder, weil die Ausschüsse des Nationalkonvents die Regierungsarbeit faktisch für sich beanspruchten.
Später war er Präsident des Kriminalgerichts im Departement der Seine. Danach gehörte er dem Kassationshof an. Auf Betreiben von Sieyès wurde er 1799 im Rahmen des Staatsstreiches des 30. Prairial VII Mitglied im Direktorium der Republik. Er galt als rechtschaffener republikanisch, auch jakobinisch, gesinnter Mann, spielte aber politisch nur eine unbedeutende Rolle. Zur Zeit des Staatsstreichs Napoleons war er Präsident des Direktoriums und ist zuvor öfter mit Bonaparte zusammengetroffen. Weil er aber alle Angebote zum Wechsel auf die Seite von Napoleon abgelehnt hatte, wurde er während des Staatsstreichs unter Hausarrest gestellt.
Gohier zog sich zunächst auf sein Landgut zurück, ehe er Generalkonsul in den Niederlanden wurde. Nachdem das Land besetzt worden war, bot man ihm vergeblich den Posten eines Generalkonsuls in den Vereinigten Staaten an.
Er kehrte 1810 nach Paris zurück und starb dort 1830. Seine einzige Tochter Louise Jeanne Madeleine Gohier war zu diesem Zeitpunkt bereits 22 Jahre mit dem General Eugène Antoine François Merlin verheiratet und kinderlos. Sein Vermögen vermachte Gohier in seinem Testament darum der politisch nahestehenden Mélanie d’Hervilly, die er ebenfalls postum adoptierte. Sie ließ ihn im Familiengrab der Hervilly bestatten.